# Liste der Monuments historiques in Arcenant
Die Liste der Monuments historiques in Arcenant führt die Monuments historiques in der französischen Gemeinde Arcenant auf.

## Liste der Objekte
| Bezeichnung                                        | Beschreibung                                                                                         | Standort                       | Kennzeichnung | Schutzstatus | Datum | Bild |
| -------------------------------------------------- | --- | ------------------------------ | ------------- | ------------ | ----- | ---- |
| Skulpturengruppe Mantelteilung des heiligen Martin | Stein, 15. Jahrhundert                                                                               | in der Kirche St-Martin (Lage) | PM21000048    | Classé       | 1913  |      |
| Skulptur Madonna mit Kind                          | Holz, farbig gefasst, 13. Jahrhundert                                                                | in der Kirche St-Martin (Lage) | PM21000049    | Classé       | 1914  |      |
| Gemälde Entrückung der heiligen Angela Merici      | Ölfarbe auf Leinwand, Mitte des 17. Jahrhunderts, von Jean Tassel; aus dem Ursulinenkloster in Dijon | in der Kirche St-Martin (Lage) | PM21000050    | Classé       | 1967  |      |